# Wierchnij Lubaż
Wierchnij Lubaż (ros. Верхний Любаж) – wieś (ros. село, trb. sieło) w zachodniej Rosji, centrum administracyjne sielsowietu wierchnielubażskiego w rejonie fatieżskim (obwód kurski).

## Geografia
Miejscowość położona jest nad Lubażem (prawy dopływ Żeleni w dorzeczu Swapy), 13,5 km na północ od centrum administracyjnego rejonu (Fatież), 58 km na północny zachód od Kurska, przy drodze magistralnej (federalnego znaczenia) M2 «Krym» (część trasy europejskiej E105).
We wsi znajdują się ulice: Biełaja, Dokukinka, Gagarina, Kirowa, Kołchoznaja, Komsomolskaja, Lenina, Masłozawodskaja, Mołodiożnaja, Nabierieżnaja, Nagornaja, Oktiabrskaja, Pierwomajskaja, Pionierskaja, Polewaja, Puszkina, Sadowaja, Sowietskaja, Swietłaja, Szkolnaja, Tichaja, Zapadnaja i Zawodskaja (622 posesje).
Klimat
Miejscowość, jak i cały rejon, znajduje się w strefie klimatu kontynentalnego z łagodnym ciepłym latem i równomiernie rozłożonymi opadami rocznymi (Dfb w klasyfikacji klimatów Köppena).
|                            | Sty  | Lut  | Mar  | Kwi  | Maj | Cze  | Lip  | Sie  | Wrz  | Paź  | Lis  | Gru  |
| -------------------------- | ---- | ---- | ---- | ---- | --- | ---- | ---- | ---- | ---- | ---- | ---- | ---- |
| Najwyższe temperatury (°C) | -4,5 | -3,6 | 2,2  | 12,5 | 19  | 22,2 | 24,9 | 24,1 | 17,7 | 10,1 | 3    | -1,5 |
| Najniższe temperatury (°C) | -9   | -9   | -5,3 | 2,4  | 8,8 | 12,7 | 15,6 | 14,6 | 9,5  | 3,8  | -1,4 | -5,6 |
| Opady (mm)                 | 52   | 45   | 46   | 51   | 62  | 75   | 80   | 59   | 62   | 60   | 49   | 50   |
| Ilość dni z opadami        | 9    | 8    | 8    | 8    | 8   | 9    | 10   | 7    | 7    | 8    | 7    | 9    |

## Demografia
W 2010 r. wieś zamieszkiwały 1674 osoby.